# Матильдовка
Матильдовка (укр. Матильдівка, до 2016 г. — Жовтневое) — село, относится к Тарутинскому району Одесской области Украины.

## История
Село было основано немецкими колонистами в 1858 году и относилось к лютеранскому приходу в селе Клястиц.
В 1945 г. Указом ПВС УССР село Сарацика переименовано в Жовтневое.
Население по переписи 2001 года составляло 252 человека. Почтовый индекс — 68510. Телефонный код — 4847. Занимает площадь 1,38 км². Код КОАТУУ — 5124786902.

## Местный совет
68510, Одесская обл., Тарутинский р-н, с. Петровка, ул. Матросова, 6